# Comté de Webster (Géorgie)
Pour les articles homonymes, voir Comté de Webster.
Le comté de Webster est un comté de Géorgie, aux États-Unis.

## Démographie
| 1860  | 1870  | 1880  | 1890  | 1900  | 1910  |
| ----- | ----- | ----- | ----- | ----- | ----- |
| 5 030 | 4 677 | 5 237 | 5 695 | 6 618 | 6 151 |

| 1920  | 1930  | 1940  | 1950  | 1960  | 1970  |
| ----- | ----- | ----- | ----- | ----- | ----- |
| 5 342 | 5 032 | 4 726 | 4 081 | 3 247 | 2 362 |

| 1980  | 1990  | 2000  | 2010  | - | - |
| ----- | ----- | ----- | ----- | - | - |
| 2 341 | 2 263 | 2 390 | 2 799 | - | - |